# Cache cash
Cet article possède un paronyme, voir Cache-cache (homonymie).
Ne doit pas être confondu avec Cache-Cash.
Pour plus de détails, voir Fiche technique et Distribution.
Cache cash est un film français réalisé par Claude Pinoteau, sorti en 1994.

## Synopsis
Antoine, un jeune garçon de onze ans, passe ses vacances en Sologne. Il grimpe aux arbres, observe les animaux. Il rencontre et se lie d'amitié avec Lisa, une petite fille canadienne, en vacances elle aussi. Un jour, il découvre un énorme magot caché par des malfaiteurs dans la forêt. Il s'en empare et, poursuivi par les malfrats, s'enfuit avec Lisa, dépensant l'argent sans compter au long de péripéties rocambolesques et périlleuses.

## Fiche technique
- Réalisation : Claude Pinoteau
- Scénario : Guy Lagorce (d'après son roman Les Dieux provisoires), Claude Pinoteau et Jean Veber
- Photographie : Jean Tournier
- Son : Bernard Bats, Pierre-Yves Bruneel
- Montage : Marie-Josèphe Yoyotte
- Musique : Vladimir Cosma (Chanson interprétée par Joséphine Serre)
- Studios : Paris-Studios-Cinéma (Studios de Billancourt)
- Année : 1993
- Pays de production :  France
- Genre : comédie dramatique, policier, aventures
- Durée : 95 minutes
- Date de sortie :
  - France : 9 février 1994

## Distribution
- Joséphine Serre : Lisa
- Aurélien Wiik : Antoine
- Michel Duchaussoy : Hivers
- Georges Wilson : Louis
- Jean-Pierre Darroussin : Jean
- Jean Carmet : Durandet
- Jean-Claude Dreyfus : Max
- Rose Thiéry : Clémence
- Sophie Broustal : Claire
- Frédéric van den Driessche : Jérôme

## Autour du film
- Il s'agit du dernier film interprété par Jean Carmet.
- Le film a été tourné en juillet 1993 à Dhuizon[1].